# كرايغ بارات
كرايغ بارات (بالإنجليزية: Craig H. Barratt)‏ هو مسير أعمال أسترالي، ولد في 12 مايو 1962 في سيدني في أستراليا.

## وصلات خارجية
- كرايغ بارات على موقع إن إن دي بي (الإنجليزية)